# Bibisee
Der Bibisee ist ein in den Jahren 1969 bis 1978 durch Kiesabbau entstandener Grundwassersee. Er befindet sich in der Gemeinde Königsdorf, im Ortsteil Wiesen direkt an der B 11. Der See bietet ein schönes Panorama auf die bayerischen Voralpen.

## Bildergalerie

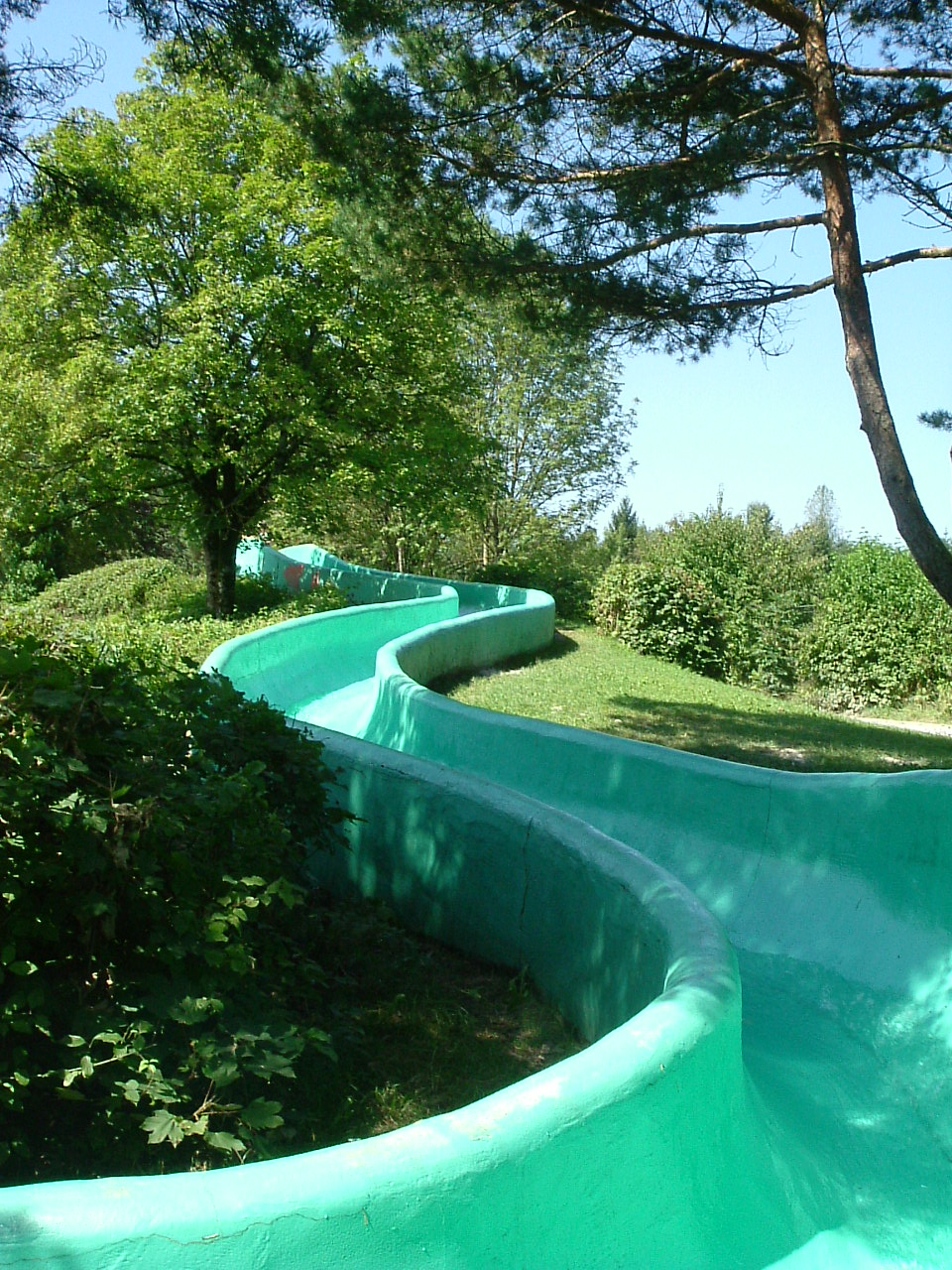
Kinderrutsche am Bibisee
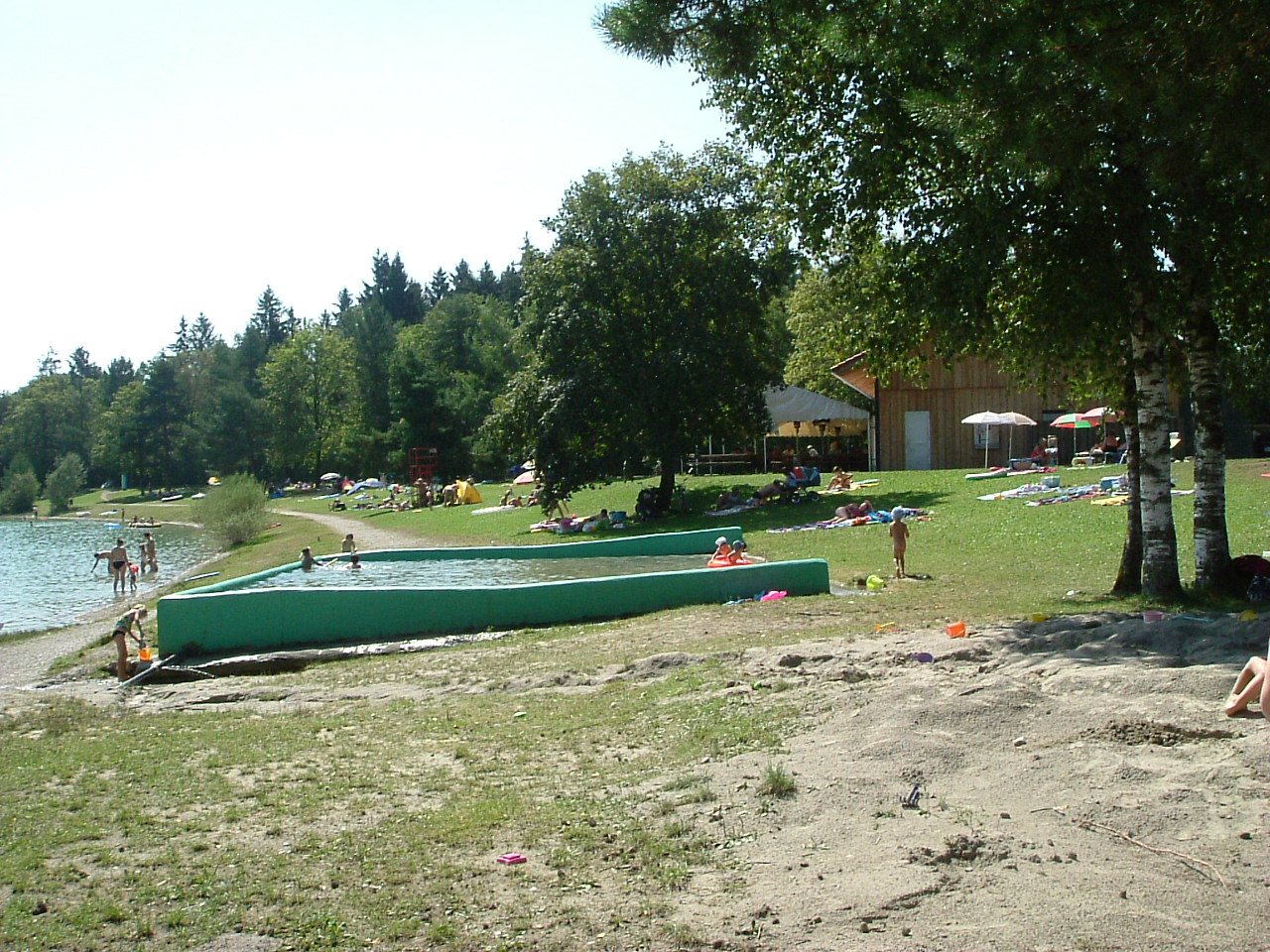
Kinderplanschbecken am Bibisee

## Nutzung als Badesee
Der Bibisee ist in Privatbesitz und eingezäunt. Auf 1200 m Uferlänge gibt es eine 50 m lange Rutschbahn, Sandspielplätze, Liegewiesen und einen Kiosk mit Toiletten. Der Zugang ist gebührenpflichtig. Die Benutzung erfolgt indes auf eigene Gefahr. Die Prüfungen der Badewasserqualität nach der EG-Richtlinie 76/160/EWG am Badeplatz Westufer durch das Gesundheitsamt haben, seit sie ab den 1980er Jahren regelmäßig durchgeführt werden, stets keine Beanstandungen ergeben. Direkt am See sind Parkplätze vorhanden.